# 金谷裕
金谷 裕（かなたに ひろし、1968年3月14日 - ）は、日本の漫画家。香川県出身、香川県在住。男性。血液型はB型。高松第一高等学校、同志社大学卒業。
アメリカ、香港、マカオ、台湾、日本でオリジナル漫画が出版されている。
代表作に『COARAPTOR/KAIJU of the WIND』『スペクトルマンヒーローズ』『大怪獣飯』など。
アメリカではボブ・エグルトン、マット・フランク、ジェフ・ゾーナウなど、怪獣を描くアーティストと交流が深い。連載漫画COARAPTOR ~KAIJU OF THE WIND~では上記アーティストがカバーを描いている。
特にアメリカの漫画家マット・フランクとは旧知の仲で、アメリカンコミック「恐竜大戦争アイゼンボーグ」「スペクトルマンヒーローズ」ではコラボレーションとして共同制作している。
現在アメリカで、「COARAPTOR / Kaiju of the wind」「Kaiju cooking」を連載中。

## 来歴
- 「香港で漫画製作の依頼をされたのが漫画家としての最初の仕事だった」とPhantasmic社（アメリカ）のインタビューで言っている。
- 2016年、香川県教育委員会の依頼で、地域学校協働活動手引書「地域でいきいき子育て」のエピソード漫画を描いて、県内の新一年生に5年間毎年配布された。
- 2016年、さぬき映画祭では、企画映像作品として自身の実録を元にしたショートムービー「描く男」が香西志帆監督によって製作され、上映されている。
- 2017年、Famous Monsters art contestにてベストファンタジー賞受賞。
- 2023年にサウジアラビアの Comic Con Arabia に招待されている。
- 2023年、新潟県長岡市栃尾のご当地ヒーロー「炎の天狐 トチオンガーセブン 劇場版」のポスターイラストを描く。2024年4年20日 - 5月19日に開催されるドリームワールド展（GALLERY21　グランドニッコー東京 台場3階）では「炎の天狐 トチオンガーセブン」とのコラボイラストを出展する。
- 2024年、Matt Frank ＆ 金谷裕 『ピープロダクション特撮画展』を開催（会期：11月23日～12月8日、会場：GALLERY21　グランドニッコー東京 台場3階）

## 作品リスト

### 日本
- 地域でいきいき子育て（香川県教育委員会　2016年）
- ご当地怪獣〜怪獣を見た！双頭怪獣シャチホコング登場〜（ご当地怪獣企画／JAPAN CONTENTS CREATION社　2017年）
- 怪獣アイロス（I. Meisters社　2017年）
- 根性なしのリングサイド（I. Meisters社　2017年）
- 讃岐っ子はっちゃん（I. Meisters社　2017年）
- 恐竜大戦争アイゼンボーグ（円谷プロダクション作品／フェーズシックス出版　2022年）
- 電人ザボーガー（Pプロダクション特撮作品／『スペクトルマンヒーローズ』フェーズシックス出版　2022年）
- 快傑ライオン丸（Pプロダクション特撮作品／『スペクトルマンヒーローズ』フェーズシックス出版　2022年）
- 豹マン（Pプロダクション特撮作品／『スペクトルマンヒーローズ』フェーズシックス出版　2022年）
- 大怪獣飯（ネコパブリッシング社　2021年）
- ULTRA SKETCH（円谷プロダクション作品／フェーズシックス出版　2022年）
- ULTRA SKETCH２（円谷プロダクション作品／フェーズシックス出版　2023年）
- GODZILLA SKETCH（東宝作品／フェーズシックス出版　2023年）
- GODZILLA SKETCH２（東宝作品／フェーズシックス出版　2024年）
- GODZILLA SKETCH GODZILLA -1.0（東宝作品／フェーズシックス出版　2025年）
- GODSHARD CHRONICLES（S&Tオフィス出版　2024年）

### アメリカ
- KAIJU IROS RAMPAGE（Antarctic Press社2016年）
- SHACHIHOKONG（ご当地怪獣企画／JAPAN CONTENTS CREATION社　2017年）
- NO GUTS OF THE RING（I. Meisters社　2017年）
- ELECTROID ZABORGER （Antarctic Press社　2022年）
- LION MARU （Antarctic Press社　2022年）
- HYO MAN ~the leopard man~（Antarctic Press社　2022年）
- COSMO T-REX （Limitless comic社　2022年）
- ULTRA SKETCH （フェーズシックス出版　2022年）
- ULTRA SKETCH 2（フェーズシックス出版　2023年）
- GODZILLZA SKETCH （フェーズシックス出版　2023年）
- NOTZILLA（カバー）（Antarctic Press社 2023年）
- GODZILLA SKETCH２（東宝作品／フェーズシックス出版　2024年）
- GODZILLA SKETCH GODGILLA -1.0（東宝作品／フェーズシックス出版　2025年）
- COARAPTOR ~KAIJU OF THE WIND~ （連載中／Antarctic Press社）
- KAIJU COOKING （連載中／Antarctic Press社）

### 香港
- 愛美神 （『黑漫画』DARK漫畫公司　2016年-2017年）
- 六定姫（『小強畫集』小強出版社　2017年）
- 咸蛋超人畫集（ULTRA SKETCH）（澳門動漫文化交流促進會　2024年1月）

### マカオ
- 黒天使（澳門動漫文化交流促進會　2019年）
- 咸蛋超人畫集（ULTRA SKETCH）（澳門動漫文化交流促進會　2024年1月）

### 台湾
- 獅子咆哮（I. Meisters社　2017年）
- 没幹勁拳王（I. Meisters社　2017年）
- 讃岐妹妹小羽（I. Meisters社　2017年）
- 讃岐妹妹小羽 2（I. Meisters社　2017年）
- 怪獣阿伊洛斯（I. Meisters社　2017年）
- 雪白之刀（I. Meisters社　2017年）
- 無影（I. Meisters社　2017年）
- 大龍暴～台湾怪獣伝奇～（未來數位有限公司　2019年